# Guararé
Guararé es un corregimiento y localidad cabecera del distrito de Guararé en la provincia de Los Santos, República de Panamá. La localidad se ubica en el sur del país, en la península de Azuero, en la costa de Golfo de Panamá.
La localidad tiene 4.524 habitantes (2010). Desde 1949 se celebra allí el popular festival anual de "La Mejorana".